# Афера Бломберг-Фрич
Афера Бломберг – Фрич (на немски: Fritsch-Blomberg-Affäre), също Криза Бломберг – Фрич, са два свързани скандала разиграли се и довели до подчиняване на германската армия (Вермахта) на Адолф Хитлер в началото на 1938 г. Както е документирано в Протокола на Хосбах, фюрерът е твърде недоволен от изтъкнатите военни служители Вернер фон Бломберг и Вернер фон Фрич, гледайки на тях като твърде колебливи към военната подготовка. Хитлер се възползва от ситуацията, като замества няколко генерали и министри с по-лоялни към него хора.

## История около аферата

### Женитба на Бломберг
С януари 1938 г. Бломберг, 60-годишен военен, се жени за Ерна Грун (наричана понякога Ева или Маргарете) – 26-годишна машинописка.
Скандалът започва след 12 януари 1938 г., когато полицейски офицер открива интересни факти относно 26-годишната машинописка, Ева, че е бивша проститутка с криминално досие. Докладвано е незабавно на гестапо и Гьоринг, един от кумовете на сватбата, а след това и на фюрера (другият кум), който без замисляне поставя ултиматум на Бломберг да анулиране брака си, с цел предотвратяване на всякакви скандали и предимно за запазване целостта на армията. Генералът и също райхсминистър на отбраната/войната, не се съгласява с искането на фюрера и отказва всякакво подчинение, подавайки оставка от всички военни постове на 27 януари, малко след като Гьоринг го заплашва да даде публичност на миналото на жена му.

### Вернер фон Фрич – генерал
Събитията около брака на военния министър вдъхновили много шефа на Луфтвафе и Хайнрих Химлер да организират подобна криза и за главнокомандващия Фрич, с цел последния да не наследи Бломберг и по този начин да се превърне в началник на Гьоринг, а райхсфюрерът, от негова страна, да отслаби силите на германския Вермахт и нейните главни аристократични лидери, като укрепи неговата СС и особено Вафен-СС – главен конкурент на редовната германска армия.
Дни след това Гьоринг и Химлер обвиняват Фрич в хомосексуализъм. По-късно той е оправдан, а събитията стават известни като „аферата Бломберг – Фрич“ (на немски: Blomberg-Fritsch-Krise).
След изясняване на случая Фрич подава оставка, препоръчвайки Браухич за негов заместник.

### Реорганизация
По време и на двата скандала Хитлер се възползва от събитията, за да извърши преустройство на Вермахта. Той прехвърля задълженията на военния министър (на немски: Reichskriegsministerium) към новата организация „Главното командването на Вермахта“ (на немски: Oberkommando der Wehrmacht, или OKW) и Кайтел като началник на организацията. Освен това заменя и няколко генерали и министри с хора дори и по лоялни към него, приемайки де факто по-ефективен контрол над армията, която де юре той командва.

### Изясняване на случая Фрич
Скоро става известно, че обвиненията са неверни. Досието е за човек с подобно име – Ритмайщер фон Фрич. Химлер естествено не могъл да повярва, но успял да представи свидетели поддържащи досегашното обвинение. Свидетелите предоставени от Химлер твърдят, че обвиняемият фон Фрич бил забелязан като офицер в хомосексуален акт в обществена тоалетна в Берлин с известна личност под името „Баварския Джо“. Свидетелите, един от тях на име Ото Шмид, оказал се мюнхенска проститутка с дълга криминална съдимост, били подкупени да подкрепят обвинението като в главната престъпна дейност влизало шпионаж и изнудване на хомосексуалисти.
С оглед на свидетелските показания членове на германския офицерски корпус били ужасени от жестокостта и малтретирането на Фрич и се заканили да подложат Химлер, Гьоринг и дори самият Хитлер на голям натиск от тяхна страна.

### Оправдаване
Свидетелите срещу Фрич оттеглили обвиненията си по-късно, но били убити. На 18 март той е оправдан, но името му вече било опетнено със случая на хомосексуалиста. Не става главнокомандващ на армията пак, въпреки че армията иска неговата реабилитация, но за сметка на това е назначен за почетен командир на артилерийски полк.

## Използване литература